# Florimond III Robertet, baron d'Alluye
Pour les articles homonymes, voir Florimond Robertet (homonymie).
Pour les autres membres de la famille, voir Famille Robertet.
Florimond III, baron d'Alluye (1540?–1569) est un ministre français, secrétaire d'État.

## Biographie
Florimond III Robertet, baron d’Alluye(s) au Perche-Gouet, était gouverneur d’Orléans et attaché au service du duc de Guise puis de Catherine de Médicis. C’est à elle qu’il écrit, en 1560 une lettre pour lui dire son inquiétude de voir couver les guerres de religion : « Madame, d’ici un an, le feu sera encore plus allumé qu’il n’est » ; il ne se trompait guère. 
Il épouse, en 1557, Jeanne de Halluyn de Pienne, fille d’honneur de Catherine de Médicis (elle doit rompre son mariage secret avec François de Montmorency, pour laisser ce dernier épouser Diane de France). Il eut un enfant, Étienne Roberdet d’Alluye. En effet, c’est à ce moment que le nom Robertet s’est changé en Roberdet pour cette branche de la famille. 
Il est nommé secrétaire d’État, en 1559 à la recommandation du duc de Guise, sous François II. Son cousin Robertet de Fresne a succédé à son beau-père, Clausse de Marchaumont. Ainsi les deux proches parents ont exercé en même temps et parallèlement les charges de secrétaire d’État dans deux départements différents. Il paraît que les attributions de Robertet d’Alluye étaient les affaires étrangères ; mais il est plus ami des lettres et des plaisirs que des affaires. 
En avril 1562, il est, ainsi que Robertet de Fresne, envoyé à Orléans avec le prince de Condé, qui, après le massacre de Wassy, s’est emparé d’Orléans, de Blois, de Tours, d’Angers et du Mans. Le prince répond qu’il ne désarmera pas si M. de Guise ne se retire pas de la cour, s’il n’est pas puni de l’acte de Wassy. 
En cette même année 1562, Robertet d’Alluye est chargé par la reine mère et les princes de la maison de Lorraine d’aller faire au duc de Savoie, pour obtenir sa précaire neutralité, l’impolitique et ruineuse restitution de Turin et des places du Piémont que la France a fortifiées à ses frais : mais les Guise la veulent pour plaire à la duchesse de Savoie, et se faire des amis au-dehors. En vain le maréchal de Bourdillon et le maréchal de Brissac s’y sont opposés de tout leur pouvoir. 
En 1563, Robertet est envoyé en Angleterre, pour engager la reine Élisabeth à rendre le Havre. La reine ne se refusait pas à la restitution, mais ne demandait rien de moins que Calais en contre échange. Le baron d’Alluye fut donc bien reçu et mal écouté. Quelques mois après, le connétable de Montmorency et une armée française ont chassé le comte de Warwick et les Anglais. 
En 1566, il achète le château de Beauregard à Cellettes (Loir-et-Cher, à côté de Blois). 
Florimond III Robertet, baron d'Alluye, mourut secrétaire d’État en 1569, deux ans après son cousin Robertet de Fresne.

## Armoiries
| Blason | Blasonnement : D'azur à la bande d'or chargée d'un demi-vol dextre de sable posé à plomb et accompagnée de trois étoiles à six rais d'argent, une en chef, deux en pointe rangées en bande. |

## Voir plus loin